# 水田宗子
水田 宗子（みずた のりこ、1937年8月19日 - ）は、日本の比較文学者、詩人。学校法人城西大学理事長や理事を歴任したが、不適切な支出で理事長を2016年に辞任し、理事を2017年9月に解任された。

## 人物
東京府東京市大森区生まれ。父は城西大学創立者で大蔵大臣の水田三喜男。第二次世界大戦時に父の故郷千葉県安房郡曽呂村と勝山町で疎開する。
雙葉小学校、雙葉中学校、高等学校を経て、東京女子大学文理学部英米文学科を卒業後、1970年にイェール大学大学院で博士（アメリカ文学）。1970年からメリー・マウント大学、スクリップス大学英文学部で助教授として現代英米文学、批評理論などを担当し、1974年から南カリフォルニア大学で比較文学部助教授、準教授を務め、アメリカ文学、日欧米比較文学、フェミニズム批評理論などを講義した。
1982年城西大学短期大学部設立準備室へ参画して1983年短期大学部が開学する。1992年城西国際大学が開学して人文学部教授、1994年から1996年まで城西大学学長、1996年から2009年まで城西国際大学学長、2004年に学校法人城西大学理事長となり、2016年理事長退任、2017年理事を解任される。
華南師範大学、東北大学、大連理工大学、瀋陽師範大学で名誉教授、ハンガリー・セント・イシュトヴァーン大学と韓国の東西大学校から名誉博士号、ハンガリー・ブダペスト商科大学から特別栄誉教授。

## 不適切支出問題
2016年12月に学校法人城西大学理事会で、小野元之理事（2016年12月以降、学校法人城西大学理事長代理）から解任が動議されて決議され、理事長を退任する。2017年4月に学校法人城西大学は、水田理事長時代の不適切な支出などの疑義で会計調査委員会を設置して5月31日に記者会見した。
2017年5月に水田は、不正利用は事実無根で記者会見により名誉が棄損されたとして、学校法人城西大学および記者会見した北村幸久法人事務局長を被告として提訴して記者会見（動画）した。2020年2月26日に東京地方裁判所は水田の請求を棄却した。
2017年9月8日に調査委員会は4億円の不適切支出があったとする報告書を公表し、水田は同日城西大学理事を解任された。大学は損害賠償の民事訴訟、および刑事告訴を行った。水田の代理人弁護士は「報告書に重大な瑕疵があり、解任理由にならない。水田氏は、このような違法な決議を容認することはできず、断固とした対応を検討している」とコメントした。解任理由として小野氏から不適切な発言があり名誉が棄損されたとして、小野氏を訴えた。2019年9月3日に最高裁第三小法廷 宮崎裕子裁判長は上告棄却し、水田は完全敗訴した。

## 受賞歴
- 2011年（平成23年）5月 - The Pro Cultura Hungarica Prize（ハンガリー共和国文化勲章）
- 2013年（平成25年）11月 - Commander’s Cross of the Order of Merit of Hungary (civil division)（ハンガリー共和国中十字勲章）
- 2013年（平成25年）12月 - スウェーデン大使館より、生命の尊厳を表現する詩人に授与される「チカダ賞」受賞[13]

## 名誉学術称号
- 2007年（平成19年）12月 - 中国・華南師範大学名誉教授
- 2010年（平成22年）9月 - 韓国・東西大学名誉博士
- 2011年（平成23年）6月 - ハンガリー共和国・セント・イシュトバーン大学名誉博士
- 2012年（平成24年）9月 - 中国・東北大学名誉教授
- 2012年（平成24年）11月 - ハンガリー・ブダペスト商科大学特別栄誉教授
- 2013年（平成25年）5月 - 中国・大連理工大学名誉教授
- 2013年（平成25年）9月 - 中国・瀋陽師範大学名誉教授
- 2014年（平成26年）2月 - 韓国・建陽大学校名誉博士
- 2014年（平成26年）4月 - 中国・香港城市大学名誉教授
- 2015年（平成27年）1月 - マレーシア・マネジメント＆サイエンス大学名誉博士

## 学会その他外部団体
- 1977年（昭和52年） - 「フェミニスト」創刊委員
- 1979年（昭和54年） - 日本女性学会創設委員
- 1989年（平成元年） - 日本近代文学館（評議員）
- 2014年（平成26年）2月 - 日本スウェーデン協会（会長）

## 著書
- 『エドガー・アラン・ポオの世界 罪と夢』南雲堂 1982
- 『ヒロインからヒーローへ：女性の自我と表現』（田畑書店、1982年）
- 『フェミニズムの彼方 女性表現の深層』講談社 1991
- 『物語と反物語の風景　文学と女性の想像力』（田畑書店、1993年）
- 『居場所考 家族のゆくえ』フェミックス 1998
- 『ことばが紡ぐ羽衣 女たちの旅の物語』思潮社 1998
- 『二十世紀の女性表現　ジェンダー文化の外部へ』（學藝書林、2003年）
- 『女性学との出会い』（集英社新書、2004年）
- 『尾崎翠 『第七官界彷徨』の世界』新典社 2005
- 『帰路』思潮社 2008
- 『サンタバーバラの夏休み』思潮社 2010
- 『高麗川の流れのほとりにて 水田宗子の人生ノート』齋藤柳光 取材　埼玉新聞社　2010
- 『モダニズムと〈戦後女性詩〉の展開』思潮社　2012
- 『アムステルダムの結婚式』思潮社、2013
- 『大庭みな子　記憶の文学』平凡社、2013
- 『青い藻の海』思潮社、2013
- 『東京のサバス』思潮社、2015
- 『現代詩文庫　水田宗子詩集』思潮社、2016

### 共編著
- 『女性と家族の変容 ポスト・ファミリーへ向けて』城西大学国際文化教育センター共編 学陽書房 1990
- 『ニュー・フェミニズム・レビュー vol.2  女と表現 フェミニズム批評の現在』学陽書房 1991
- 『女性の自己表現と文化 第2回環太平洋女性会議』城西大学国際文化教育センター共編 田畑書店 1993
- 『<山姥>のいる風景 対談』大庭みな子 田畑書店 1995
- 『炎える琥珀』大庭みな子共著 中央公論社 1996
- 『母と娘のフェミニズム 近代家族を超えて』北田幸恵,長谷川啓共編著 田畑書店 1996
- 『山姥たちの物語 女性の原型と語りなおし』北田幸恵共編 學藝書林 2002
- 『かがやく21世紀を拓く 少子高齢化、地方自治、仕事、医療・福祉』 新宿書房 2005
- 『韓流サブカルチュアと女性』長谷川啓,北田幸恵共編 至文堂 2006
- 『生命の尊厳を表現するということ』 学校法人城西大学出版会 2015

### 翻訳
- 『鏡の中の錯乱 シルヴィア・プラス詩選+シルヴィア・プラスー受難の女性詩人』静地社 1981
- アン・セックストン『魔女の語るグリム童話替え話』静地社 1983
- E.アン・カプラン『フェミニスト映画 性幻想と映像表現』田畑書店 1985
- E.アン・カプラン編『フィルム・ノワールの女たち 性的支配をめぐる争闘』田畑書店 1988